# Мой сводный брат Франкенштейн
«Мой сводный брат Франкенштейн» — российский фильм, антивоенная драма Валерия Тодоровского.

## Сюжет
Юлик, работающий журналистом, получает письмо от женщины, с которой был знаком 20 лет назад, о том, что у него есть внебрачный сын. При этом у Юлика есть жена Рита, работающая риелтором, и дети-школьники Егор и Аня. Павлик приезжает к отцу в Москву, он вернулся с войны в Чечне, на которой потерял глаз, ещё ему всюду мерещатся враги.
Юлик сначала не хочет признавать его своим сыном и относится к Павлу весьма холодно. Позже из разговора Павла с Ритой выясняется, что родная мать Павла умерла спустя год после его возвращения из армии. Тем же днём Егор приглашает к себе друзей на просмотр фильма «Франкенштейн» с Борисом Карлоффом в главной роли и школьные приятели отпускают едкие шутки в адрес Павлика.
Однажды на Павлика нападают хулиганы, избивают его, требуя, чтобы он уехал из города. Но Павел побеждает их и в драке выбивает из одного из них информацию о том, что драку заказал Егор. Вечером, по возвращении домой, Павел предупреждает Егора, что их хотят поссорить, чтобы Егор был очень осторожен. Рита замечает следы драки на Павле и предлагает Юлику сдать того на стационарное лечение. Сидя с Павликом в приёмном отделении психбольницы, Юлик пугается условий содержания и уводит сына оттуда.
Спустя несколько дней утром Юлик не находит детей. Оказалось, что Павлик забрал их, чтобы увезти «в безопасное место». По телефону он даёт указания Рите и Юлику сесть на электричку. К ночи они все приезжают на дачу Элеоноры Дмитриевны, матери Юлика. Павлик делает несколько выстрелов из ТТ на окрики сторожа, и в конце концов их берёт в оцепление ОМОН. В перестрелке Павла убивают.

## В ролях
| Актёр               | Роль                                              |
| ------------------- | ------------------------------------------------- |
| Леонид Ярмольник    | Юлик                                              |
| Ирина Соколова      | Элеонора Дмитриевна, мама Юлика                   |
| Елена Яковлева      | Рита, жена Юлика, риелтор                         |
| Даниил Спиваковский | Павел Захаров, внебрачный сын Юлика               |
| Сергей Гармаш       | Тимур Курбатович, полковник, однополчанин Павлика |
| Артём Шалимов       | Егор, сын Юлика, старшекласник                    |
| Марианна Ильина     | Аня, дочь Юлика, школьница                        |
| Сергей Газаров      | Эдик                                              |
| Эльвира Данилина    | Галина                                            |
| Сергей Сосновский   | эпизод (нет в титрах)                             |

## Съёмочная группа
- Автор сценария: Геннадий Островский
- Режиссёр: Валерий Тодоровский
- Продюсер: Леонид Ярмольник
- Художник: Владимир Гудилин
- Композитор: Алексей Айги
- Звукорежиссёр: Сергей Чупров

## Саундтрек
1. Приезд Павла
2. Ожидание
3. В поисках «Духов»
4. Разговор с Ритой
5. В поезде
6. Возвращение Павла
7. Младшая сестра
8. Дача. Ночь
9. «Здесь Они, Я Их Чую»
10. Ожидание Штурма
11. Финал

Саундтрек издан отдельным компакт-диском в 2004 году на «WWW.Records» по лицензии ООО «Рекун ТВ».

## Номинации и награды
- «Золотой орёл» — премии в категориях «Лучшая режиссёрская работа» и «Лучшая женская роль второго плана» (Елена Яковлева)[1]; номинации в категориях «Лучший игровой фильм», «Лучший сценарий» и «Лучшая музыка к фильму»[2].
- Кинофестиваль «Кинотавр» — гран-при фестиваля и Президентский приз актёрскому ансамблю[3].
- Московский международный кинофестиваль — приз за лучший фильм российской программы[4].